# Капела Джуліа
Велебна Музична Капела Джуліа Священної Папської Базиліки Святого Петра у Ватикані (італ. Reverenda Cappella Musicale Giulia della Sacrosanta Basilica Papale di San Pietro in Vaticano}) (Велебна Капела Джуліа (італ. Reverenda Cappella Giulia), Капела Джуліа або Капела Юлія (італ. Cappella Giulia)) — хор, призначений супроводжувати святкові церемонії Ватиканського Капітула у соборі Святого Петра, що не очолюються папою (папські богослужіння супроводжуються Сикстинською Музичною Капелою); виконує григоріанські хорали та поліфонічні твори, передбачені структурою літургії та інших богослужінь Римо-Католицької Церкви, надаючи їм відповідної пишності та урочистості. 
Відіграла значну роль у розвитку римської композиторської школи.

## Історія
Немає документів, у яких йшлося б про існування Капели Джуліа до XVI століття. Достотно відомо, що вона була реорганізована папою Юлієм II (ім'я якого отримала — Юлій (італ. Giulio — Джуліо) у 1513. 
Спочатку щоденно брала участь у богослужіннях у соборі Святого Петра: у годинах, месах, вечернях, а також - з нагоди певних свят - у інших церквах Рима. 
Під час урочистих пасхальних і різдвяних процесій та літургій Капела Джуліа та Капела Систіна могли супроводжувати богослужіння разом, але виступаючи окремо одна від одної.
Серед найвидатніших magistri cantorum Капели присутні такі імена як Джованні П'єрлуїджі да Палестріна (з 1551 до 1554 та з 1571 до 1594), Джованні Анімучча, Франческо Соріано, Ораціо Беневолі, Доменіко Скарлатті, Нікколо Йоммеллі, Сальваторе Мелуцці та Нікола Антоніо Дзінґареллі. Останнім керівником Капели Джуліа був маестро Армандо Ренці. 

### Музична Капела Базиліки Сан П'єтро
Діяльність Капели Джуліа була призупинена у 1980. Задля продовження виконання основних її обов'язків, вона була тимчасово замінена хором під орудою монсиньйора Пабло Коліно (Magister ad nutum Capituli), який керував ним з 1980 до 2006.
Цей новий хор було названо Музична Капела Священної Патріаршої Ватиканської Базиліки (італ. Cappella Musicale della Sacrosanta Patriarcale Basilica Vaticana). На відміну від попередньої Капели, дитячі дисканти були замінені жіночими голосами, які використовувалися на урочистостях найбільших свят ((Пасха, Різдво та святих Петра і Павла).
У 2006 магістром Капели було обрано римлянина Клаудіо Далл'Альберо.
У 2008, Ватиканскій Капітул вирішив відновити Капелу Джуліа у первісному вигляді, і 3 квітня того ж року, канадієць Rev. P. П'єр Поль OMV був призначений "Magister ad nutum Capituli".

## Видатні музиканти Капели Джуліа
- Джованні П'єрлуїджі да Палестріна (1551-1554) та (1571-1594)
- Джованні Анімучча (1555-1571)
- Руджеро Джованнеллі (1594-1599)
- Стефано Фабрі (старший) (1599-1601)
- Аспріліо Пачеллі (1602)
- Франческо Соріано (1603-1620)
- Вінченцо Уґоліні (1620-1626) — з ним пов'язується внесення до сакральної музики барокового ідеалу величності та реалізація пишних поліхоральних концепцій Паоло Аґостіні, який створював свої хори під мікеланжелівскі бані.
- Вірджіліо Маццоккі (1629-1646)
- Ораціо Беневолі (1646-1672) _ найвидатніший представник римської школи XVII століття
- Ерколе Бернабеі (1672-1674)
- Антоніо Мазіні (1674-1678)
- Франческо Берретта (1678-1694)
- Паоло Лоренцані (1694-1713)
- Томмазо Баі (1713-1714)
- Доменіко Скарлатті (1715-1719)
- Джузеппе Оттавіо Пітоні (1719-1743
- П'єтро Паоло Бенчіні (1743-1755)
- Нікола Джоммеллі (1749-1754)
- Джованні Баттіста Костанці (1754-1778)
- Антоніо Буроні (1778-1792)
- П'єтро Ґульєльмі (1793-1804)
- Нікола Дзінґареллі (1804-1811) — через відданість папі Пію VII, що перебував у вигнанні, відмовився виконувати Te Deum з нагоди дня народження короля римського
- Джузеппе Яннакконі (1811-1816)
- Валентіно Фйораванті (1816-1837)
- Франческо Базілі (1837-1850)
- П'єттро Раймонді (1852-1854)
- Сальваторе Мелуцці (1854-1897) — за його керівництво почалось оновлення репертуару Капели відповідно до вимог часу
- Андреа Мелуцці (1897-1905) син Сальваторе — продовження оновлення репертуару
- Ернесто Боеці (1905-1946) — найсуттєвіше оновлення у зв'язку з музичною реформою Пія X
- Армандо Антонеллі (1946-1960)
- Армандо Ренці (1960 - 31 грудня 1979) — останній маестро-директор Капели Джуліа до реорганізації 1980 року;

Органісти:
- Ерколе Пасквіні 1597 - 2068
- Джироламо Фрескобальді з 1 листопада 1608
- Армандо Ренці

## Архів Капели Джуліа
Архів Капели Джуліа є одним з найбагатших серед подібних архівів. До нього увійшли численні твори маестро, що працювали у Капелі протягом половини тисячоліття. Окрім друкованих праць поліфоністів та ілюстрованих мініатюрами кодексів XVI століття , у ньому зберігається величезна кількість манускриптів — здебільшого неопублікованих — таких композиторів як Пітоні, Бенчіні, Костанці, Ґульєльмі, Дзінґареллі, Фйораванті, Базілі, двох Мелуцці, Боеці, Антонеллі та Армандо Ренці

## Зовнішні посилання
- http://www.cappellagiulia.org [Архівовано 5 лютого 2013 у Wayback Machine.]
- MP3 Капели Джуліа